# Тхать Ким Туан
Тхать Ким Туан (вьет. Thạch Kim Tuấn; род. 15 января 1994 в Биньтхуан, Вьетнам) — вьетнамский тяжелоатлет, чемпион мира 2017 и неоднократный призёр чемпионатов мира.

## Карьера
В 2010 году на Летних юношеских Олимпийских играх в Сингапуре Тхать Ким Туан стал чемпионом соревнований по тяжелой атлетике в категории до 56 кг.
В июне 2013 года на Чемпионате Азии в Астане вьетнамский спортсмен завоевал серебряную медаль, а в октябре - на Чемпионате мира во Вроцлаве он завоевал бронзовую награду.
В 2014 году на юниорском Чемпионате мира в Казани Тхать Ким Туан стал чемпионом первенства.